# Caproidae
Caproidae é uma família de peixes actinopterígeos pertencentes à ordem Zeiformes, subordem Caproidei. O grupo surgiu no Oligocénico e inclui os peixes chamados vulgarmente advim.
Os advins têm um corpo de forma oval revestido a escamas ctenóides. A barbatana dorsal tem entre 7 e 9 raios e apresenta uma crista sagital. A barbatana anal tem 2 ou 3 raios. A barbatana caudal é arredondada.

## Géneros
A família Caprodae inclui 8 espécies classificadas em 2 géneros.
- Antigonia
- Capros